# St. Marien (Dommitzsch)

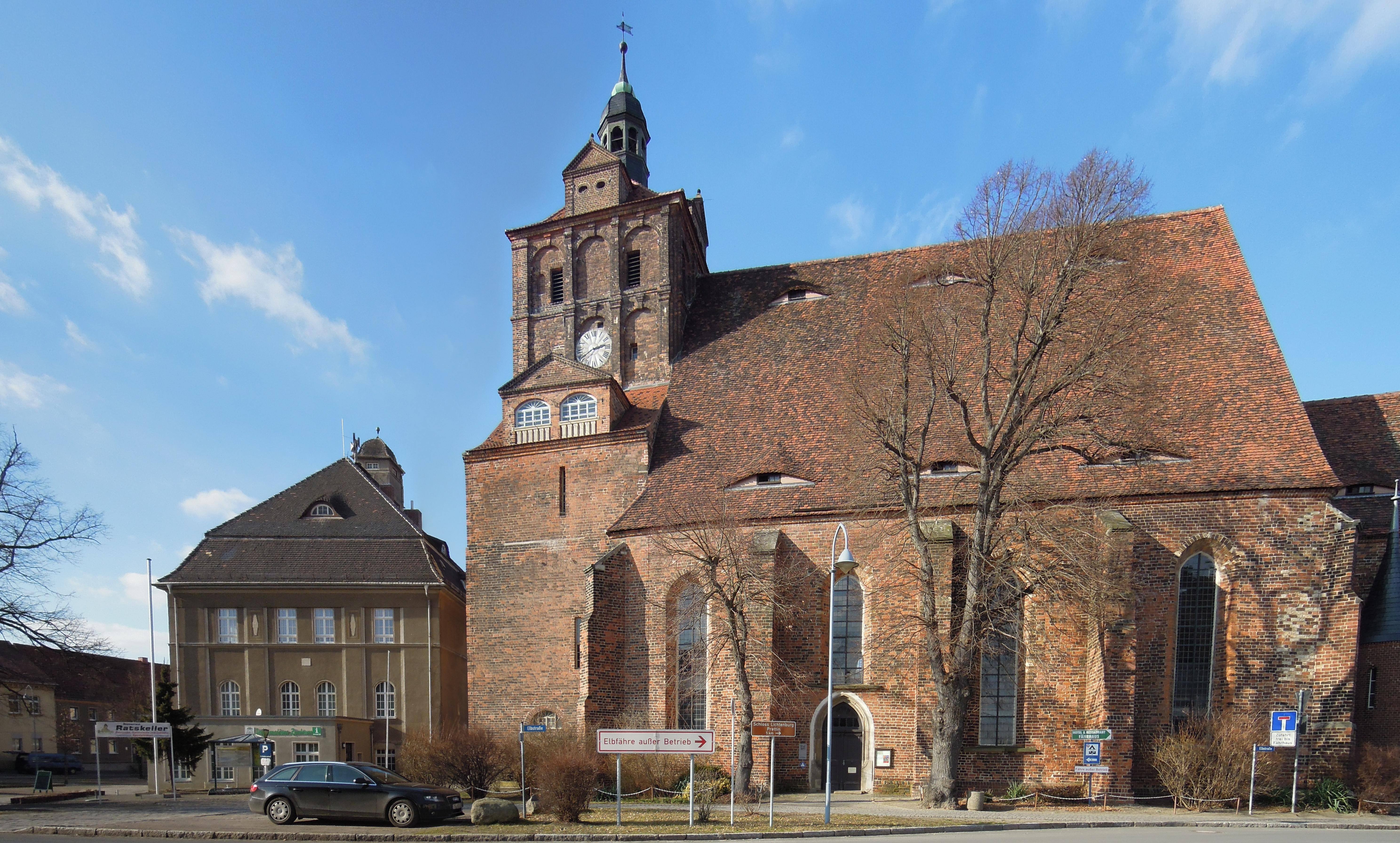
St. Marien (Dommitzsch) und Rathaus

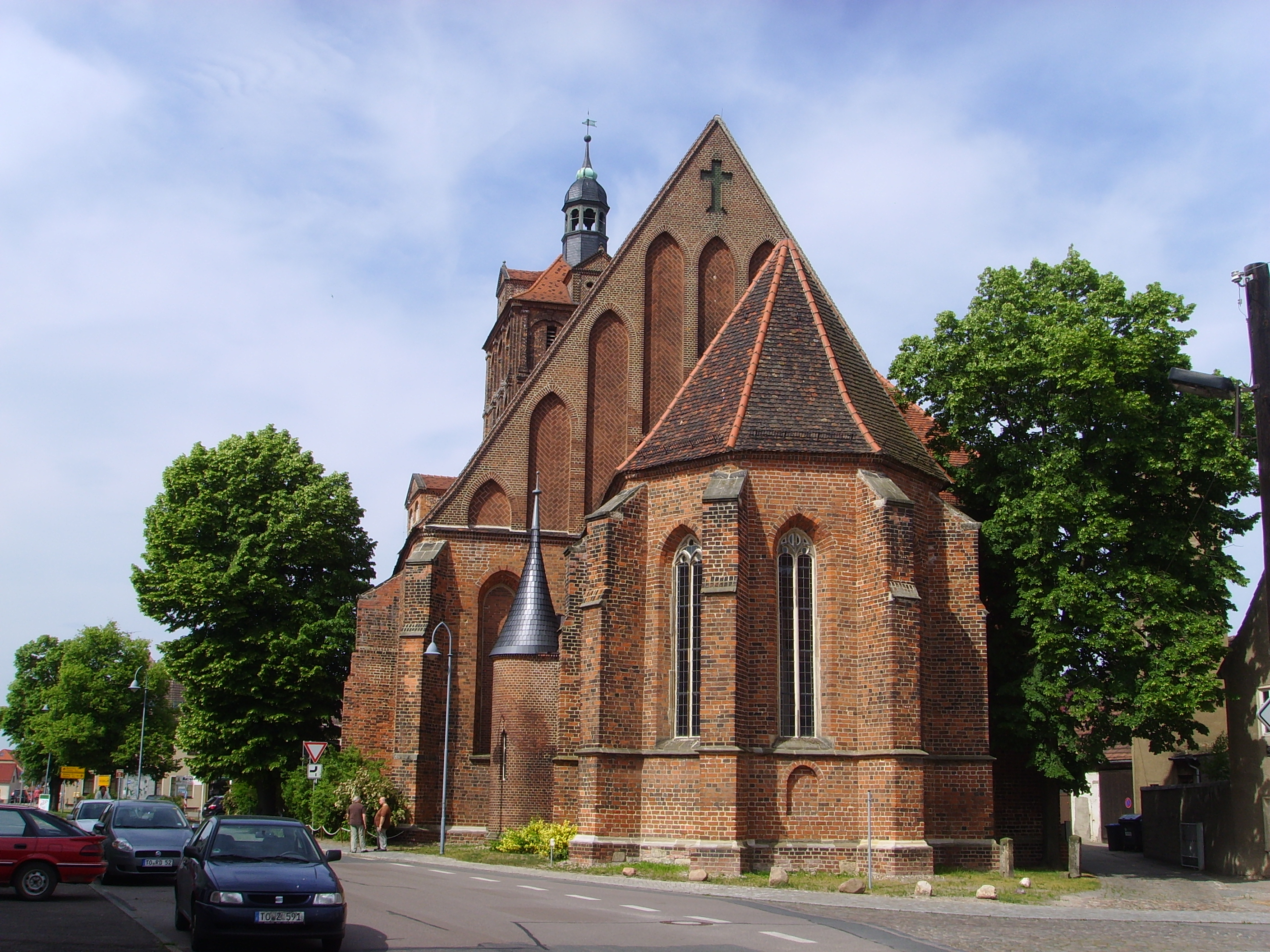
Ostansicht

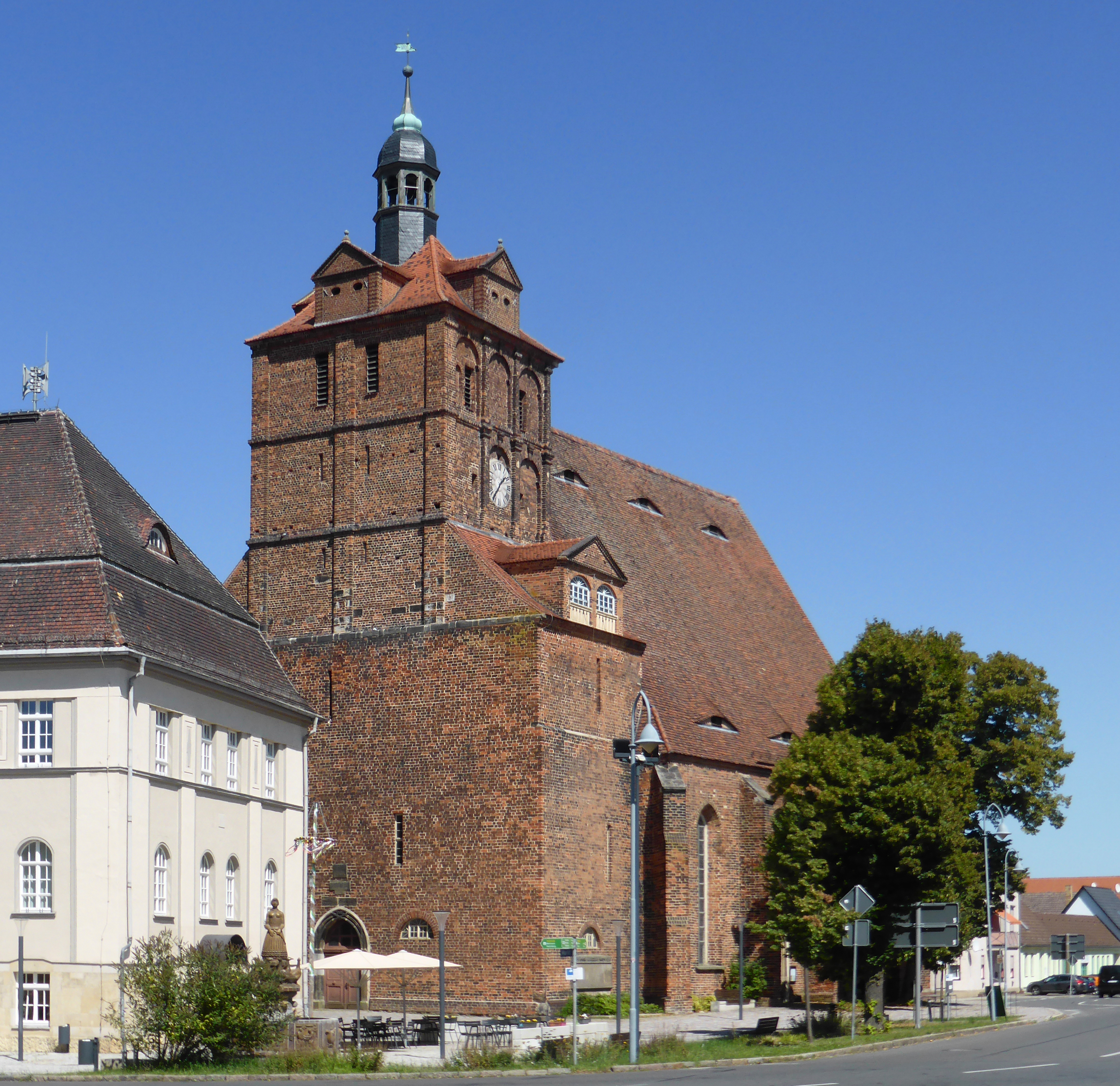
Südwestansicht

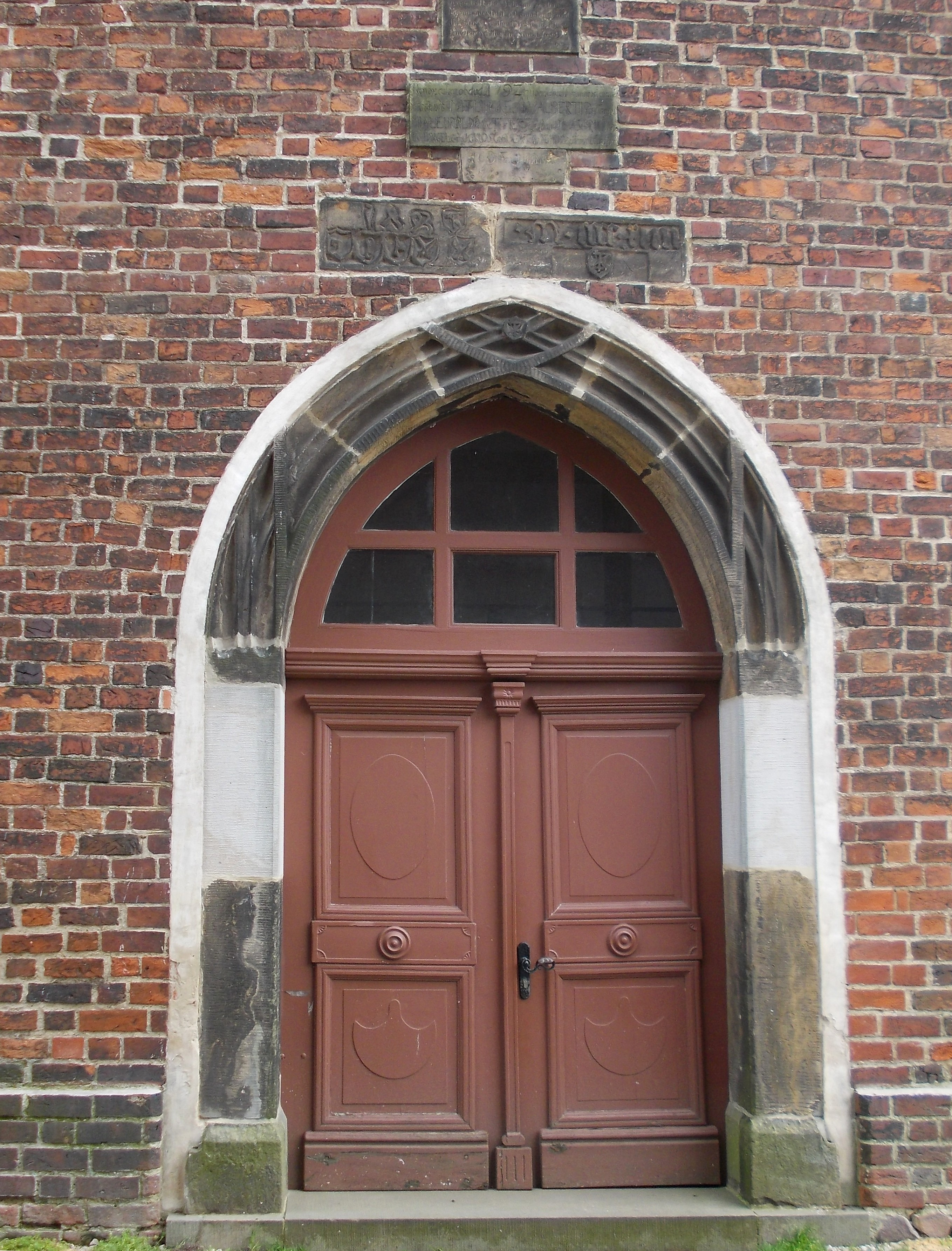
Portal

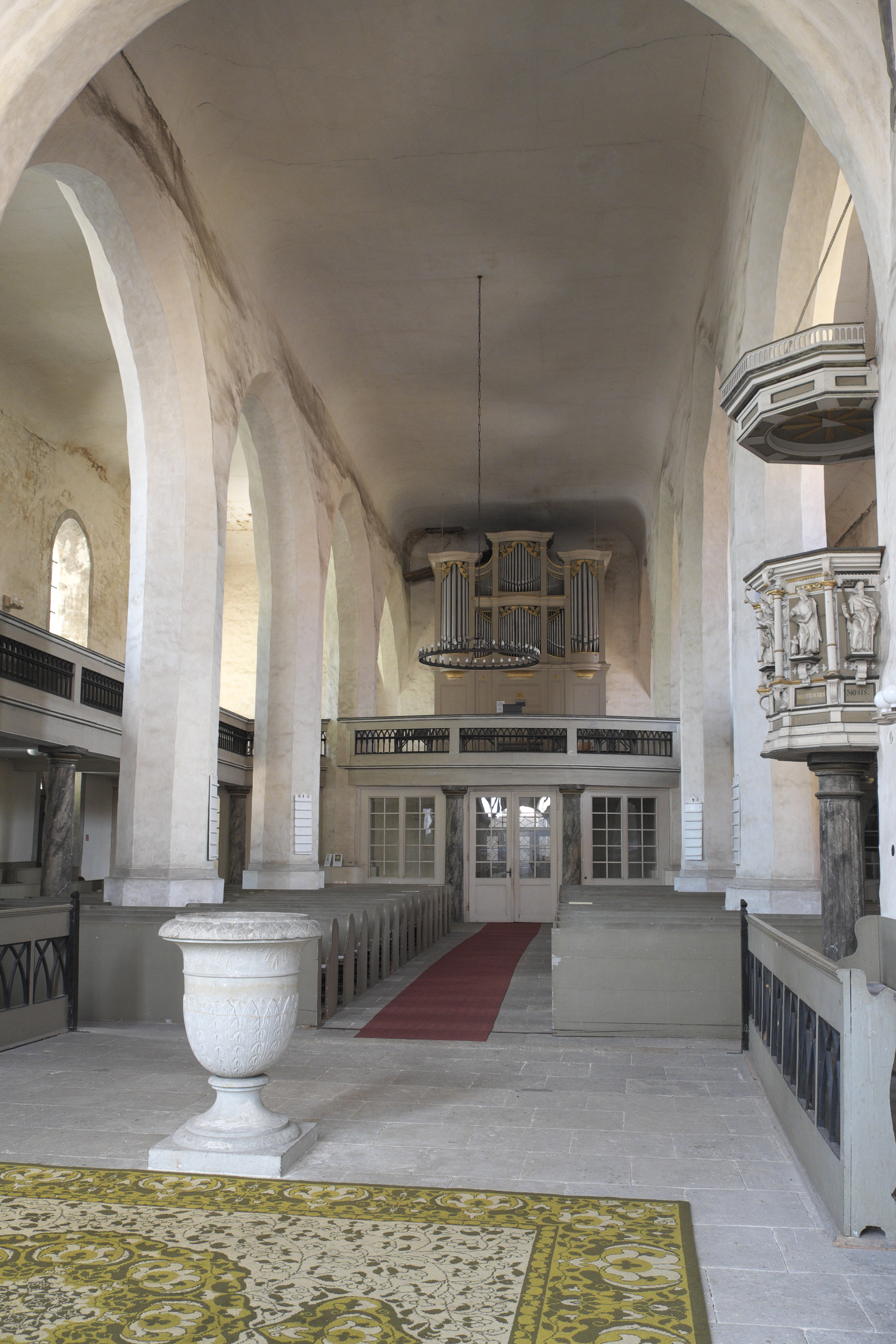
Innenansicht mit Kanzel und Orgel

Die evangelische Stadtkirche St. Marien in Dommitzsch ist eine spätgotische Backsteinkirche im Landkreis Nordsachsen in Sachsen. Sie gehört zur Kirchengemeinde Dommitzsch-Trossin im Kirchenkreis Torgau-Delitzsch der Evangelischen Kirche in Mitteldeutschland.

## Geschichte und Architektur
Die Stadtkirche Dommitzsch ist eine stattliche dreischiffige Hallenkirche aus Backstein von vier Jochen mit eingezogenem, langgestrecktem Chor mit Fünfachtelschluss und einem Westturm, die in den Jahren 1443–93 errichtet wurde. Sie wurde 1637 durch Brand stark beschädigt, wobei die Langhausgewölbe einstürzten. Im Jahr 1653 wurde ein neues Dach erbaut und später (vermutlich 1745) eine Flachdecke eingezogen. Eine Restaurierung des Äußeren erfolgte 1896–98, wobei der Putz entfernt wurde; das Innere wurde 1950 erneuert.
Das hohe Satteldach ist mit Fledermausgauben versehen. Das Bauwerk wird von der Nord-, Süd- und Westseite durch Spitzbogenportale mit spätgotischem Stabwerk erschlossen. Über dem Westportal finden sich Inschriftsteine mit den Bauzeiten. Hohe Spitzbogenfenster, die am Chor mit verschiedenen Maßwerkformen verziert sind, erhellen das Innere des Bauwerks. An der Nordseite des Chores ist ein zweigeschossiger Bauteil mit Sakristei und Kapelle angebaut, an der Südseite des Chores eine Loge mit einem kleinen runden, durch Spitzhelm bekrönten Treppenturm aus den Jahren 1896–98. Der mächtige Westturm trägt einen sich verjüngenden Aufsatz mit Lisenengliederung. Im Jahr 1703 wurden Zwerchhäuser und eine Laterne aufgesetzt, die 1792 erneuert wurden.
Im Innern wird die flache Decke von spätgotischen Achteckpfeilern mit spitzbogigen Arkaden getragen. Der Chor ist mit Sterngewölben abgeschlossen; an deren Konsolen und Schlusssteinen Wappen angebracht sind. An den Seiten des Langhauses sind Emporen aus der Zeit um 1830 mit durchbrochenem Spitzbogenfries an den Brüstungen eingebaut, die von kannelierten dorischen Säulen getragen werden. 
Die Sakristei ist mit einem Kreuzgratgewölbe versehen; darüber befindet sich eine hohe Kapelle oder Sängerempore mit einem Sterngewölbe. Die sich ehemals zum Chor und zum nördlichen Seitenschiff öffnenden Spitzbögen sind heute vermauert, ebenso der ursprüngliche Zugang an der Ostseite. Im Innern befindet sich eine zweigeschossige Loge mit einem hölzernen Prospekt zum Chor aus dem 18. Jahrhundert. Gegenüber auf der Chorsüdseite ist ein gleichartig gestalteter Logenprospekt angeordnet.
Unter der Orgelempore befindet sich die durch verglaste Zwischenwände vom übrigen Kirchenraum abgetrennte Winterkirche.

## Ausstattung
Auf der Altarmensa stehen die gefassten Schnitzfiguren von Maria, Maria Magdalena und Johannes, die ehemals zu einer Kreuzigungsgruppe gehörten und aus der ersten Hälfte des 14. Jahrhunderts stammen. 
Die reichgeschnitzte Kanzel vom Anfang des 18. Jahrhunderts ist mit den Figuren der Evangelisten, Moses und Hesekiel zwischen eingestellten Säulen versehen. Der urnenförmige Taufstein wurde 1830 von F. J. Conrad aus Torgau geschaffen.
Ein hölzerner, leicht unterlebensgroßer Taufengel stammt aus der zweiten Hälfte des 16. Jahrhunderts.  
Weiter sind Reste eines ehemals mehrflügeligen Altarretabels erhalten. Das querrechteckige Abendmahlsgemälde bildete vermutlich die Predella, im Aufsatz befand sich das Auferstehungsgemälde, beides stammt aus der zweiten Hälfte des 17. Jahrhunderts. 
In der Turmvorhalle sind mehrere Grabsteine zu finden, unter anderem der Renaissancegrabstein des Bürgermeisters Simon Reinkart († 1556) mit Inschrifttafeln und Beschlagwerk. Die Orgel mit spätbarockem Prospekt war ursprünglich ein Werk von Johann Carl Friedrich Lochmann aus dem Jahr 1831.